# بالتاسار فرناندس
کاپیتان بالتاسار فرناندس (Captain Baltasar Fernandes) (بالتازار یا بالثازار هم نوشته می‌شود) (Baltazar یا Balthazar) (زادهٔ ۱۵۸۰- درگذشتهٔ ۱۶۶۷)، مهاجر پرتغالی در برزیل بود که ماموریت‌های معروف به بندرانتیس را برای به دست آوردن طلا، نقره و آهن، فرماندهی کرد. او بنیان‌گذار و یکی از اولین ساکنین سوروکابا در سال ۱۶۵۴ بود.

## اوایل زندگی
فرناندس در سائو پائولو به‌دنیا آمد و در سانتانو پرنائیبا بزرگ شد. او برادر بنیان‌گذار ایتو، دومینگوسفرناندس و بنیان‌گذار پرنائیبا، آندرهفرناندس بود. او با ماریا دو سونگا از پاراگوئه، دختر بارتولومیو دو تورالس ازدواج کرد و از او صاحب دختری به اسم ماری تورالس شد. بعد از بیوه شدن با ایزابل دو پروئنکا، دختر خوآ دو آبرو که ۱۲ پسر داشت، ازدواج کرد.
او به عنوان یک بوندیرانته یا (بنیان‌گذار) شروع به فعالیت کرد و بومی‌های ریو گرانده دو سول و پاراگوئه را برای کار در زمین‌ها دور هم جمع می‌کرد.

## بنیان نهادن سوروکابا
بالتاسار فرناندس و پسرش، کاپیتان اندرویِ سونگا یی لئون به همراه خانواده‌اش و صدها برده بومی اسیر، شهر سوروکابا را در ۱۵ اوت ۱۶۵۴ بنیان‌گذاری کردند.
فرناندس در حدود سال ۱۶۵۴ در حاشیه رودخانه سوروکابا یک خانه و کلیسا ساخت — نوسا سنورا دا پونته — که امروزه به اسم کلیسای جامع سوروکابا معروف است. در ۲۱ آوریل ۱۶۶۰ او این سرزمین گیاهان و برده‌های بومی را به بندیکتس اهدا کرد. این بنا بعدها به شالوده صومعهٔ سنت بندیکت (صومعه د سائو بنتو) تبدیل شد.
بالتاسار فرناندس در سال ۱۶۶۱، به سائو پائولو رفت تا با فرماندار کل سالوادور کورِآ دِ سا بنویدس صحبت کند. فرناندس می-خواست سوروکابا از حالت دهکده خارج و به ویلا (اسمی که آن موقع به شهرها گفته می‌شد) تبدیل شود. فرماندار با درخواستش موافقت کرد و در ۳ مارس ۱۶۶۱، سوروکابا به رده ویلا (یا شهر) ارتقا پیدا کرد. اسم کامل شهر، ویلا د نوسا سنورآ دا پونته د سوروکابا انتخاب شد. سوروکابا فوراً یک شورای شهر تشکیل داد و در همان روز اعضای اصلی به این ترتیب انتخاب شدند: قضات بالتاسار فرناندس و آندره د سونکا، اعضای شورا کلادیو فرکوئیمو و پاسکال لیته‌پائس و وکیل دومینگوس گارسیا به همراه منشی فرانسیسکو سانچز.
این نگرش‌های به ظاهر مثبت بالتاسار فرناندس در قبال کلیسای کاتولیک به این دلیل بود که او می‌بایست اصالت یهودی خود را مخفی می‌کرد. طبق نظر مورخ آنیتا نوویسنسکی، فرناندس و همچنین بنیان‌گزاران زیاد دیگر، یهودی و «نومسیحی» (کریستائو-نووو) بودند. براساس یک روایت، فرناندس بعد از اینکه از سوی مقامات پرتغالی برای بازجویی «بدعت‌گزاران» اعزام شد، تیری به سر پدر دیگو دو آلفارو شلیک کرد.